# Pagano (famiglia)
I Pagano o dei Pagani (in latino: de Paganis) sono una nobile e antica famiglia di origine normanna.

## Storia del ramo italiano

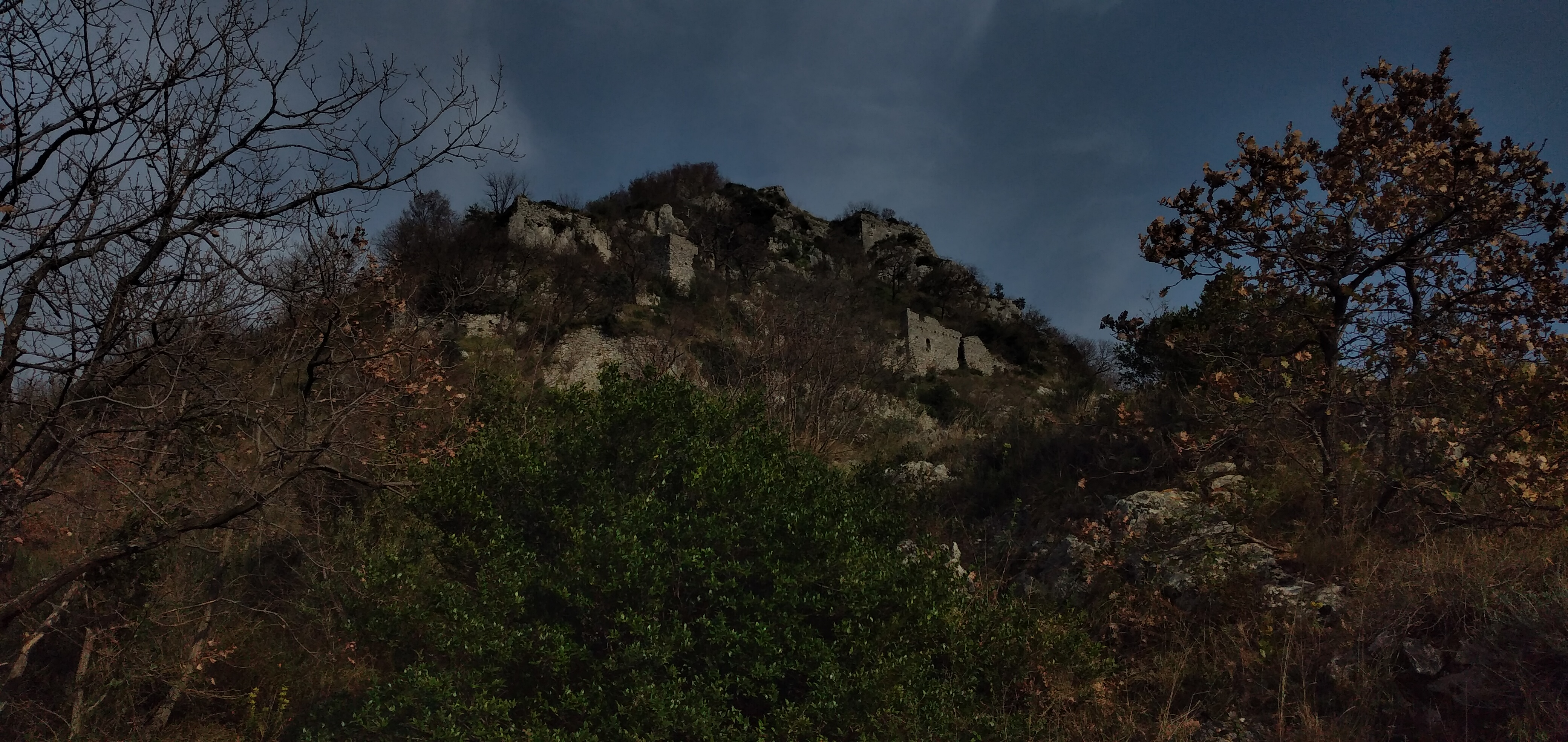
Il Castello di Apudmontem, prima residenza dei Pagano

Si ritiene che il primo feudo legato alla famiglia Pagano sia localizzato in un'area del territorio dell'attuale Nocera Superiore, localizzata presso Apudmontem (tra le odierne Nocera Superiore e Roccapiemonte).
Nel 1433 Pietro Pagano ebbe in concessione la signoria di Cortimpiano, nell'odierna Pagani. Da quel momento tale località viene indicata nei documenti come delli Pagani (locus paganorum, casa paganorum e Casalis paganorum). 
Tale circostanza sembra all'origine della identificazione dei Pagani associato alla città di Nocera dal XV secolo fino al 1806.
Nell'armoriale delle famiglie italiane, il cognome è attestato, oltre che a Napoli, Nocera e Pagani, anche a Messina, Caserta, Reggio Calabria, Roma, Rieti, Molfetta, Saluzzo, Mondovì, Cesena, Belluno, in Basilicata, ecc.
Secondo alcuni studiosi si tratterebbe del ramo familiare di origine di Ugo dei Pagani, fondatore dell'ordine templare.